# Thelypteris aequatorialis
Thelypteris aequatorialis är en kärrbräkenväxtart som först beskrevs av Edwin Bingham Copeland, och fick sitt nu gällande namn av C. Reed. Thelypteris aequatorialis ingår i släktet Thelypteris och familjen Thelypteridaceae. Inga underarter finns listade.